# 蔥油餅

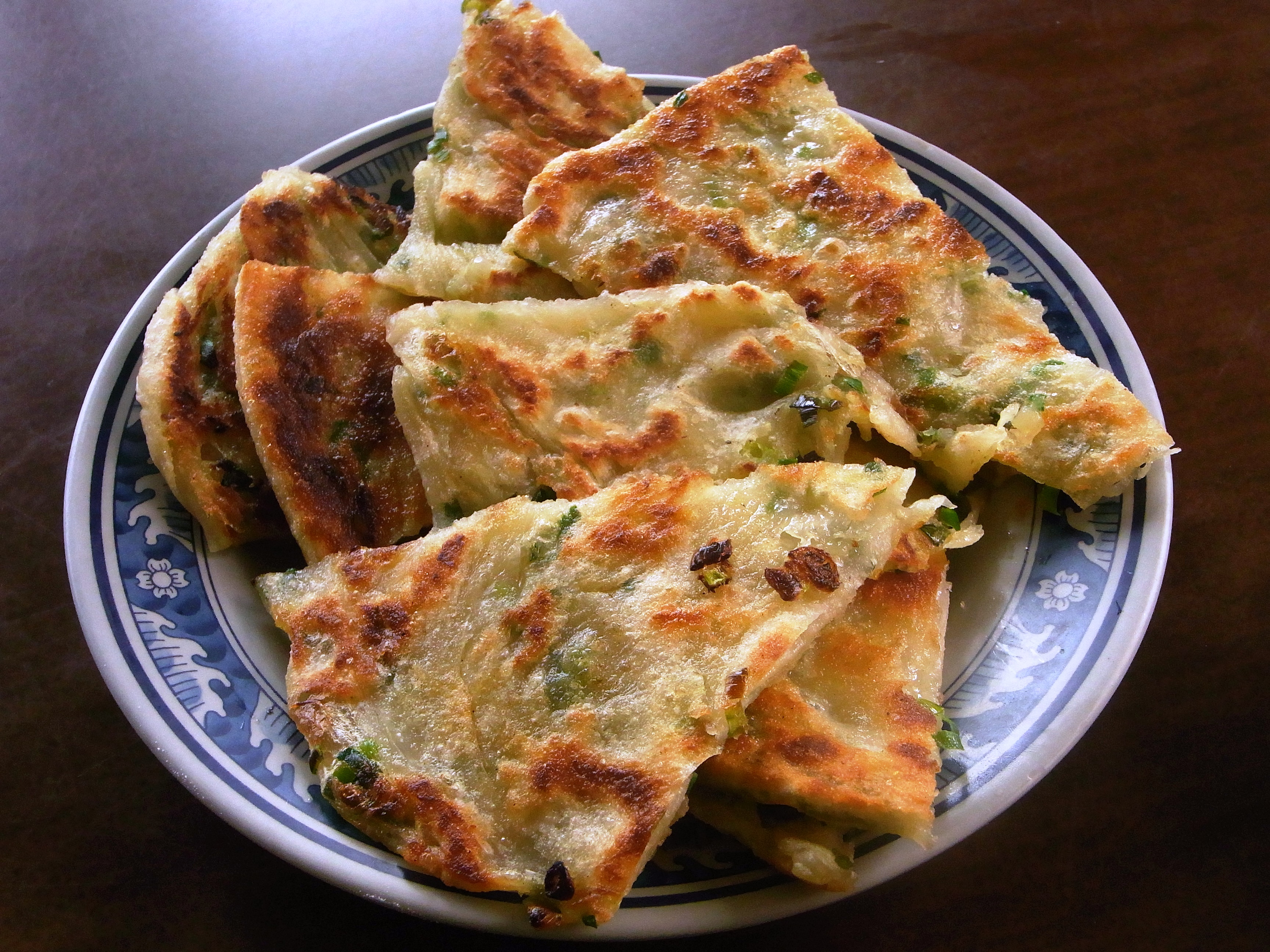
一盤蔥油餅

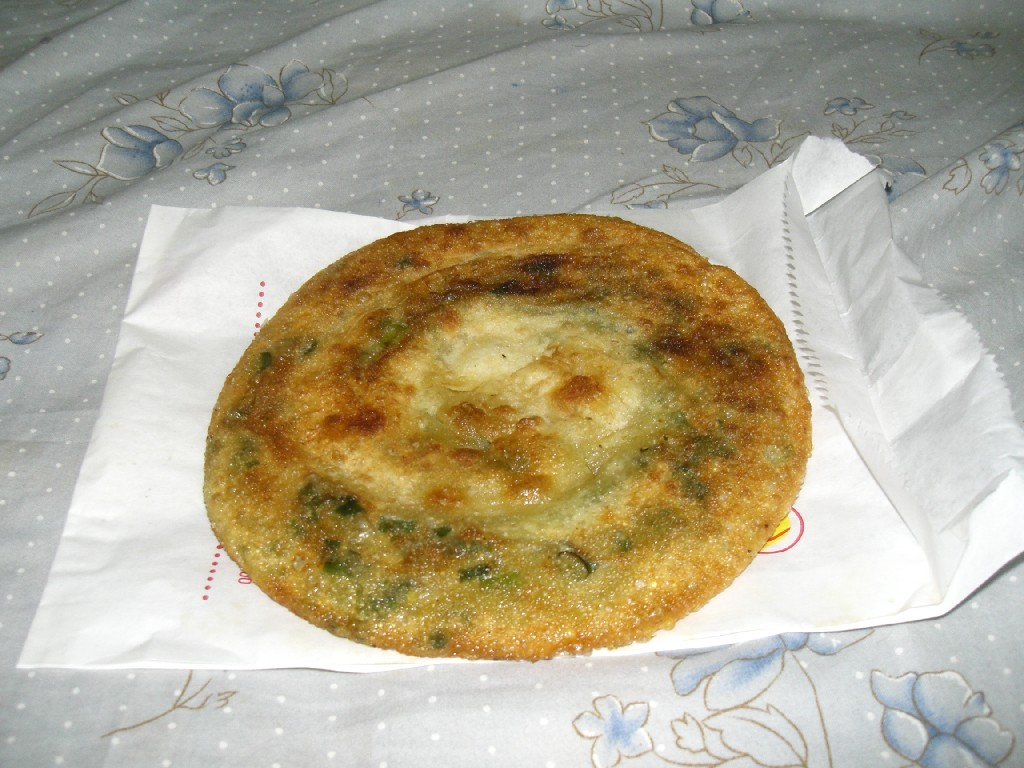
蔥油餅

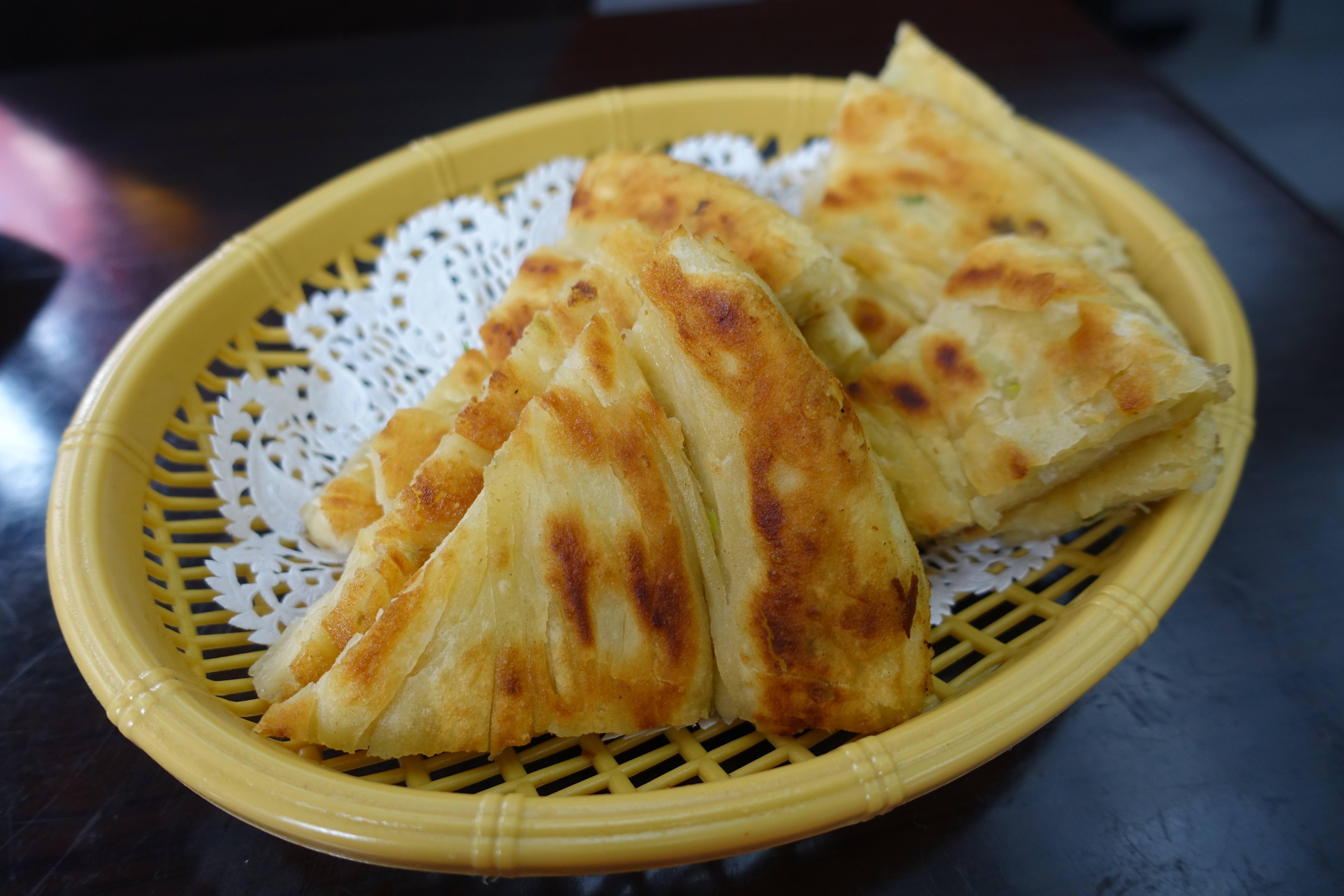
蔥油餅

蔥油餅是一種由蔥花做成的煎餅，在東亞、東南亞街頭如臺灣、香港、中國大陸，以及馬來西亞、新加坡等地区常見，常作為早餐或小吃食用。

## 材料
製作蔥油餅時，餅皮中普遍會使用小麥粉、糯米粉和食用油的混合麵團，油可以使用豬油、花生油、玉米油或菜籽油。
餅皮製成後，可以加入滾水、冷水、胡椒、食鹽以深化蔥油餅的味道。
最後在餅皮中糅合入蔥。

## 相關
- 煎餅
- 蔥抓餅
- 炸彈蔥油餅
- 韭菜盒子